# Халлер-Бос
Халлер-Бос (нидерл. Hallerbos) — буковый лес в Бельгии, который весной покрывается тысячами диких колокольчиков (гиацинтов). Сам лес находится недалеко от Галле, на 15 км южнее Брюсселя. Площадь самого леса составляет 552 гектара, весной, когда начинают оживать листья буков, Халлер-Бос становится особенно живописным. Первые 7-10 дней нежные листики имеют светло-зелёный оттенок, очень красиво сочетающийся с цветущими колокольчиками. Сквозь полог из молодых листьев солнечный свет ещё свободно льётся и достигает цветов, создавая яркий сине-фиолетовый цвет.
Халлер-Бос — природный парк. Здесь проложены пешеходные маршруты для туристов и дорожки для велосипедистов, за состоянием деревьев наблюдают садовники, поддерживающие здоровье и красоту флоры, но сохраняя при этом первозданный облик этого места. Также гости могут посетить музей Халлер-Боса, где узнают ещё больше об истории и природном богатстве леса.
Лес Халлер-Бос очень древний. Его главные деревья — величественные буки и многовековые дубы. По опушкам бегают дикие лисы, хорьки, красные белки, встречаются олени. Рука человека несильно притрагивается к жизни природы, одна пятая часть леса совершенно дикая. Что касается растительности под ногами, то это, прежде всего, колокольчики - здесь растёт более 2300 разных видов.

## Прогулочные маршруты
В Халлербосе есть четыре пеших маршрута, которые маркированы для туристов.
- The Achtdreven walk (1,8 км). Часть дороги лежит через колокольчики. Маркирован чёрно-белыми столбами. Тропа подходит для людей с ограниченной подвижностью и для инвалидных колясок. Вдоль маршрута есть скамейки и столы для пикника.[3]
- The Sequoia walk (4 км). Как можно догадаться из названия, это прогулка среди гигантских деревьев секвойи. Маркирован синими столбами.[3]
- The roebuck walk (7 км). Большая часть тропы проходит через ковры гиацинтов. Кстати, название маршрута переводится, как «прогулка с косулями», их можно встретить на пути. Ориентируемся на жёлтые столбы.[3]
- Bluebell walk (7 км) — тропа синих колокольчиков. Именно на этом маршруте те самые гиацинты, которые подарили Халлербос уникальность.[3]

## История
Гигантский первобытный лес существовал ещё во времена римлян и протягивался от берегов Рейна до северного моря. Первое упоминание леса было обнаружено в источнике, датированном 686 годом. До Второй Мировой войны этот лес был полностью буковым, однако во время военных действий почти весь был уничтожен. Но на их месте выросли новые деревья, которые окутали колокольчики. Здешние деревья (бук) обладают одним довольно неприятным свойством для растений — их корни выделяют яд, к которому удалось приспособиться диким колокольчикам, именно по этой причине лес столь красив, так как на данный момент в нём выживают только колокольчики.